# Kris Davis

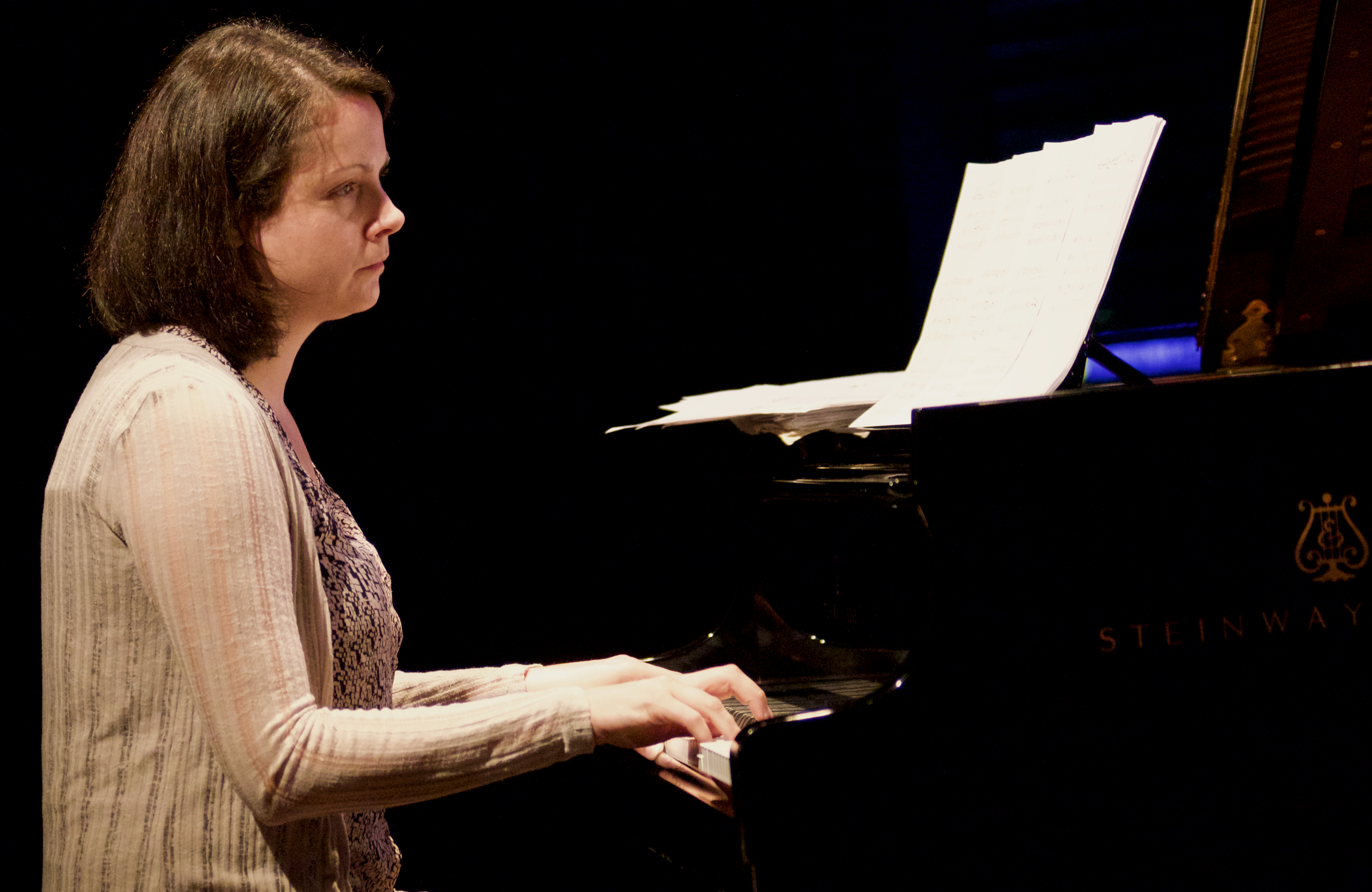
Kris Davis mit dem Ingrid Laubrock Quintet, BIM Amsterdam 2014

Kris Davis (geb. 1980 in Vancouver, British Columbia) ist eine kanadische Jazzpianistin und Komponistin. Sie lebt in den Vereinigten Staaten.

## Leben und Wirken
Davis studierte klassisches Piano am Royal Conservatory of Music und erwarb an der University of Toronto den Bachelor. 1997 und 2000 besuchte sie das Jazz-Programm des Banff Centre for the Arts, wo sie mit Tony Malaby arbeitete. Mit einem Stipendium des Canada Council zog sie nach New York, um Kompositionsunterricht bei Jim McNeely zu erhalten; 2006 studierte sie bei Benoît Delbecq in Paris. Ab 2002 arbeitete sie mit einem Quartett aus Tony Malaby, Eivind Opsvik und Jeff Davis, mit dem sie 2007 auf dem Festival International de Jazz de Montréal konzertierte. Davis legte seit 2004 zahlreiche Alben mit eigenen Kompositionen bei Fresh Sound Records und weiteren Labels vor. 
Außerdem spielte Davis seitdem in John Hollenbecks Large Ensemble und in Gruppen von Michael Formanek (The Distance, As Things Do), des Weiteren mit Jon Irabagon, Theo Bleckmann, Kermit Driscoll, Ron Horton, Ingrid Jensen, Steve Swell, Peter Herbert, Tom Rainey, Tyshawn Sorey, Stephen Gauci, Michael Bisio, Frøy Aagre, Francisco Mela, Walter Smith III (In Common III, 2022) und Chris Speed. Davis ist ferner Gründungsmitglied des RIDD Quartetts (Fiction Avalanche, Clean Feed 2008). 2019 wirkte sie bei Eric Revis’ Album Slipknots Through a Looking Glass mit.
Davis unterrichtet im Maine Jazz Camp und am Queens College. Der Kritiker Mark F. Turner stellt Kris Davis als Pianistin/Komponistin auf eine Stufe mit Myra Melford und Geri Allen.

## Preise und Auszeichnungen
2021 erhielt Davis den  Doris Duke Artist Award. 2023 wurde Terri Lyne Carringtons Album New Standards Vol. 1, an dem sie beteiligt war, mit dem Grammy Award for Best Jazz Instrumental Album ausgezeichnet.

## Diskographische Hinweise
- 2004 – Lifespan (Fresh Sound/New Talent)
- 2005 – The Slightest Shift (Fresh Sound/New Talent)
- 2008 – Rye Eclipse (New Talent)
- 2010 – Kris Davis, Ingrid Laubrock, Tyshawn Sorey: Paradoxical Frog (Clean Feed)
- 2010 – SKM Trio: Three (Clean Feed) mit Stephen Gauci und Michael Bisio
- 2010 – Good Citizen (New Talent) mit John Hébert, Tom Rainey
- 2011 – Stephen Gauci/Kris Davis/Michael Bisio: Three (Clean Feed)
- 2012 –  Paradoxical Frog: Union (Clean Feed), mit Ingrid Laubrock, Tyshawn Sorey
- 2013 – Massive Threads
- 2015 – Save Your Breath
- 2016 – Duopoly (Pyroclastic)
- 2017 – Kris Davis & Craig Taborn: Octopus (Pyroclastic)
- 2018 – Borderlands Trio: Asteroidea (Intakt), mit Stephan Crump, Eric McPherson
- 2019 – Diatom Ribbons (Pyroclastic)
- 2019 –  Nick Fraser / Kris Davis / Tony Malaby: Zoning, mit Ingrid Laubrock, Lina Allemano
- 2020 – Ingrid Laubrock + Kris Davis: Blood Moon
- 2021 – Borderlands Trio: Wandersphere (Intakt)
- 2022 – Terri Lyne Carrington: The New Standards Vol. 1 (Candid)
- 2023 − Diatom Ribbons Live at the Village Vanguard (Pyroclastic)
- 2024 – Run the Gauntlet (Pyroclastic)